# Helikopterulykken på Heerodden
Helikopterulykken på Heerodden skete kl. 16.15 den 30. marts 2008 da en russisk helikopter af typen Mil Mi-8 styrtede ned under landingen på Heerodden, udenfor Barentsburg på arkipelaget Svalbard. Piloten, navigatøren og én passager døde, imens 6 personer overlevede ulykken.
Helikopteren var på vej fra den nedlagte russiske bosættelse Pyramiden til Heerodden. Før ulykken havde helikopteren haft en mellemlanding i Longyearbyen for påfyldning af brændstof. Om bord på helikopteren var udover besætningen, 7 russisk og ukrainske ansatte fra det russiske mineselskab Arktikugol. Disse var udstationeret i Pyramiden for at vedligeholde bygningerne, men skulle til Barentsburg for at hæve løn og købe proviant til endnu et ophold i Pyramiden.